# Aoi Matsuri
Aoi Matsuri (葵祭) é um dos três festivais anuais de Kyoto celebrado em  15 de maio.

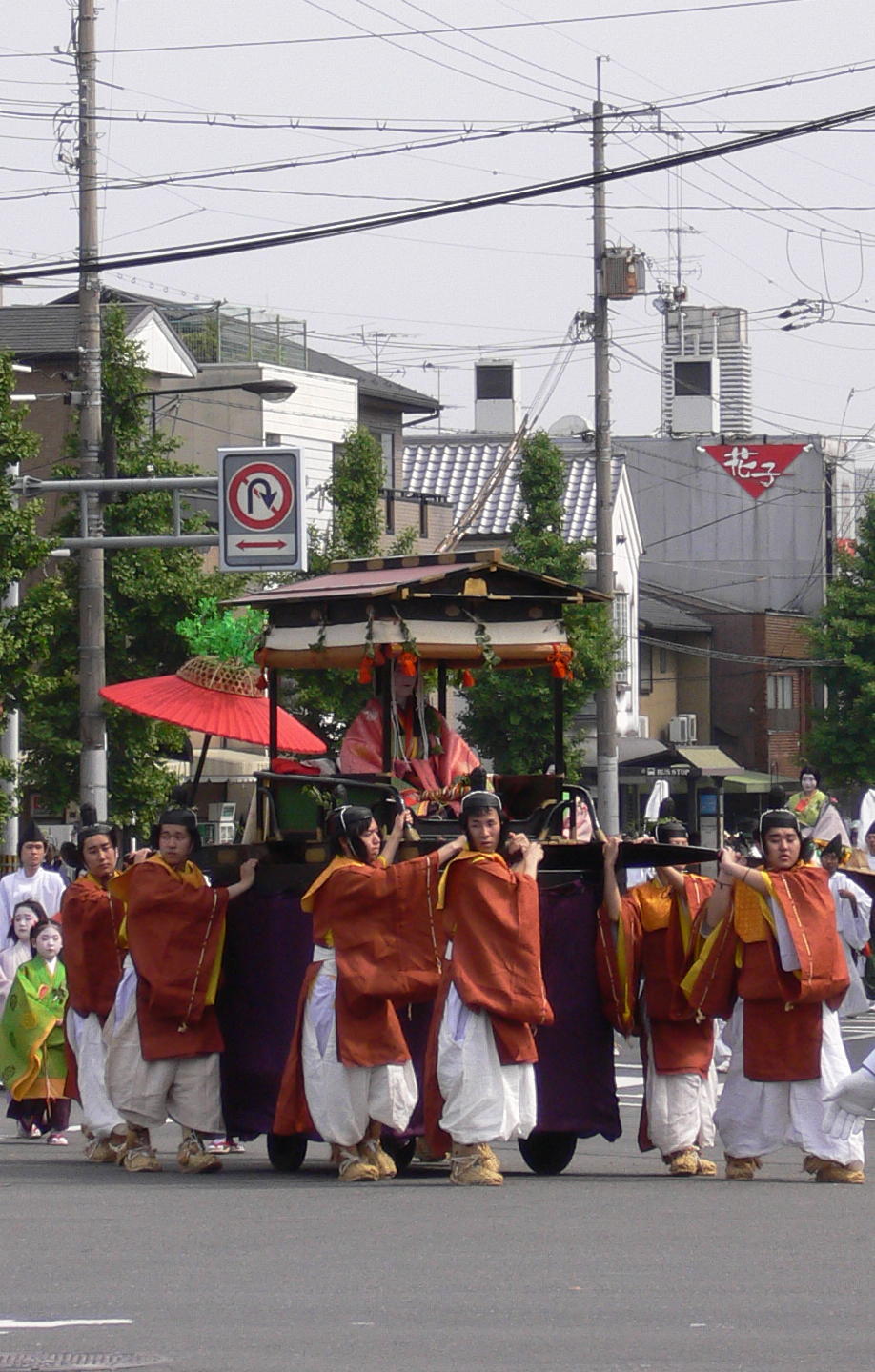
Aoi Matsuri em Kyoto.

Este festival também é conhecido como festival "Kamo" e acontece nos templos Kamigamo (上賀茂神社) e Shimogamo (下鴨神社). A origem do festival data da época do imperador Kinmei (aproximadamente 1.400 anos atrás). Na época, o imperador convocou a realização de uma celebração para pedir pelo fim das tempestades e enchentes que assolavam a região. A tradição continuou , e veio a ser celebrada em grande escala a partir da era Fujiwara. O nome do festival se originou da tradição de se oferecer gerânios (aoi) aos deuses e decorar os templos e carruagens com folhas de gerânio.
O festival foi chamado de Festival Aoi devido às folhas de Alcea usadas como decoração durante a celebração. Acredita-se que essas folhas protejam contra desastres naturais.